# Бенджамін Мільп'є
Бенджамін Мільп'є (фр. вимова: [bɛ̃ʒamɛ᷉ milpje]; нар. 10 червня 1977) — французький танцюрист і хореограф, який жив і працював у США після того, як приєднався до New York City Ballet у 1995 році, де став солістом у 1998 році та прем'єром у 2002 році. Також створював хореографію для інших великих компаній. Припинив виступи з NYCB у 2011 році.
Ініціював проєкт LA Dance Project, яким керував з 2011 по 2014 рік. Проєкт Chesta Tony в Mobile Alabama не вдалося реалізувати через пандемію на коронавірусну хворобу. З жовтня 2014 року був директором балету Паризької опери та пішов у відставку в 2016 році. Став хореографом і виконав роль танцюриста у фільмі 2010 року «Чорний лебідь», а також був хореографом «пісочної доріжки» у фільмі «Дюна».

## Ранній життєпис
Мільп'є народився 1977 року в Бордо, Франція третім наймолодшим у родині Денис Мільп'є. З 8-річному віку почав навчання балету разом із матір'ю Кетрін Флорі, колишньою артисткою балету У віці від 13 до 16 років навчався у Мішеля Рана в Національній консерваторії в Ліоні, Франція.

## Кар'єра
Влітку 1992 року Мільп'є відвідував заняття в Школі американського балету (SAB) і повернувся до навчання на повний робочий день у 1993 році, отримавши стипендію від французького міністерства (Біржа Лавуазьє або стипендія Лавуаз'є). На початку своєї кар'єри Мілп'є був учнем хореографа Джерома Роббінса, який сам зацікавився перспективним танцюристом. На весняній майстерні SAB 1994 року Бенджамін зіграв головну роль у прем'єрі Джерома Роббінса «Винаходи 2 і 3 частин», а також отримав премію Лозанни.

### New York City Ballet, 1995—2011
Мільп'є приєднався до кордебалету New York City Ballet у 1995 році, отримавши роль соліста в 1998 році. А головним танцюристом він був обраний у 2002 році.
Мільп'є також став хореографом, створюючи танці для City Ballet, American Ballet Theatre, School of American Ballet, Metropolitan Opera, Paris Opera Ballet, Ballet de Genève і своєї власної компанії Danses Concertantes. З 2006 по 2007 рік він був хореографом-резидентом у Baryshnikov Arts Center у Нью-Йорку.
26 жовтня 2011 року ЗМІ оголосили, що Мільп'є піде на пенсію з New York City Ballet..

### LA Dance Project, 2011–дотепер
У 2011 році було запущено LA Dance Project, керований Millepied із дорученням протягом двох років від Glorya Kaufman Presents Dance в Los Angeles Music Center. Операційний бюджет компанії становив близько 1 мільйона доларів на рік. Для реалізації цього проєкту Бенджамін Мільп'є співпрацював із композитором Ніко Мулі, продюсером Чарльзом Фабіусом, композитором Ніколасом Брітеллом і Мет'є Юмері. У 2012 році LA Dance Project створив постійну резиденцію в театральному центрі Лос-Анджелеса для представлення нових робіт по всьому місту. Перший виступ LA Dance Project на замовлення The Music Center відбувся в концертному залі Волта Діснея 22 вересня 2012 року.
Пізніше того ж року Бенджамін Мільп'є і танцівниця LA Dance Project Аманда Веллс виконали 30-хвилинний дует під назвою «Framework» у Музеї сучасного мистецтва. У першій програмі танцювального колективу була прем'єра «Moving Parts» з партитурою Мулі та візуальним оформленням художника Крістофера Вула. Програма також включає відродження «Зимової гілки» Мерса Каннінгема 1964 року, дослідження руху тіл, що падають, на основі переважно двох нот Ла Монте Янга, і "Квінтету " Вільяма Форсайта, дослідження 1993 року про втрату та надію на випередження, композиція композитора Гевіна Браяра Jesus' Blood Never Failed Me Yet. Серед колег по творчості Мільп'є — Родарте, Барбара Крюгер і Алекс Ізраель, сучасний каліфорнійський художник і відеохудожник..
23 квітня 2013 року в паризькому театрі Шатле відбулася прем'єра «Віддзеркалень» Мільп'є. У 2013 році LA Dance Project продовжив гастролі на Голландському фестивалі в Амстердамі, Стамбулі, фестивалі Сполето в Італії, Единбурзькому міжнародному фестивалі, La Maison de la Danse у Ліоні, Франція та театрі Sadler's Wells у Лондоні. У вересні 2013 року в Maison de la Danse в Ліоні відбулася прем'єра двох нових проєктів. Першою прем'єрою стали Балади про вбивства в хореографії Джастіна Пека на музику Брайса Десснера. Далі в програмі відбулася прем'єра хореографічного проєкту «Останнього ковтка Моргана» зі світловим та звуковим оформленням Емануеля Гата.
У січні 2014 року LA Dance Project оголосив, що новим домашнім місцем виступу стане Theatre at Ace Hotel. У червні 2016 року LA Dance Project уклав трирічну співпрацю з фондом LUMA в Арлі, Франція, запропонувавши компанії з дев'яти членів постійну резиденцію та простір для виступів у Parc des Ateliers фонду. LA Dance Project мала можливість щороку п'ять непослідовних тижнів працювати в Арлі..

### Балет Паризької опери, 2014—2016
У січні 2013 року балет Паризької опери оголосив, що Мільп'є ухвалив рішення обійняти посаду керівника танцювального колективу. Він офіційно замінив Бріжит Лефевр 15 жовтня 2014 року.
Під час роботи в балеті Паризької опери Мільп'є залучив Вільяма Форсайта як другого хореографа та співавтора нової Академії для виконання програми навчання хореографів. Перший сезон Мільп'є відкрився гала-концертом, наповненим знаменитостями, який зібрав понад мільйон євро. Він також створив цифрову платформу для нових робіт і організував обмін танцівниками з Маріїнським і Американським театром балету..
У грудні 2015 року у Франції на Canal+ відбулася прем'єра документального фільму Relève про балет Тьєррі Демезьєра та Албана Терле, у якому Мільп'є знімає свою першу постановку на посаді режисера Паризького балету Під назвою Reset пізніше відбулася його північноамериканська прем'єра на кінофестивалі в Трайбеці.
4 лютого 2016 року Мільп'є залишив балет Паризької опери, його змінила Орелі Дюпон.

### Інші види діяльності
Мільп'є співпрацював із відомими сучасними композиторами, зокрема Девідом Ленгом, Ніко Мулі, Тьєррі Ескешем, Даніелем Оттом і Філіпом Глассом. Фонд Джерома Роббінса разом з філантропами Енн Басс і Арлін Купер підтримали творчу діяльність Бенджаміна Мільп'є.
У 2001 році Бенджамін Мільп'є виконав хореографічні номери для анімаційного дитячого мультфільму «Барбі та Лускунчик» разом із танцями інших танцюристів Нью-Йоркського балету. Він також представив хореографію для фільму про Барбі «Барбі з Лебединого озера» 2003 року.
У 2009 році Бенджамін Мільп'є працював хореографом у психологічному трилері «Чорний лебідь» режисера Даррена Аронофскі, у якому Наталі Портман та Міла Куніс зіграли танцівниць балету в Нью-Йорку. Він також танцював і знімався у фільмі. У 2010 році він зіграв головну роль у короткометражному фільмі під назвою «Час не стоїть на місці», режисера Аси Мадер і з Леа Сейду в головній ролі.
У 2012 році Мільп'є заснував The Amoveo Company, мультимедійну компанію та мистецький колектив. Він зняв низку короткометражних фільмів у співпраці з різними артистами, зокрема Марком Бредфордом, Філіпом Ґлассом, IO Echo, Zeds Dead та Lil Buck.
На запрошення члена правління музичного центру Лос-Анджелеса та телеведучого Найджела Літго Бенджамін Мільп'є був запрошеним суддею танцювального конкурсного шоу «So You Think You Can Dance» 22 серпня 2012 року.
У 2014 році Мільп'є став художнім радником нової Академії танцю в школі Колберн у центрі Лос-Анджелеса, приєднавшись до колег, колишніх директорів балету New York City Ballet, Дженіфер Рінгер та Джеймса Фаєта.

## Визнання
У 1994 році Бенджамін Мільп'є отримав Лозаннську премію, а наступного року став лауреатом премії Віденська премія за видатні досягнення.
У 2010 році Міністерство культури Франції присвоїло йому звання кавалера ордена Мистецтв і літератури.

## Особисте життя

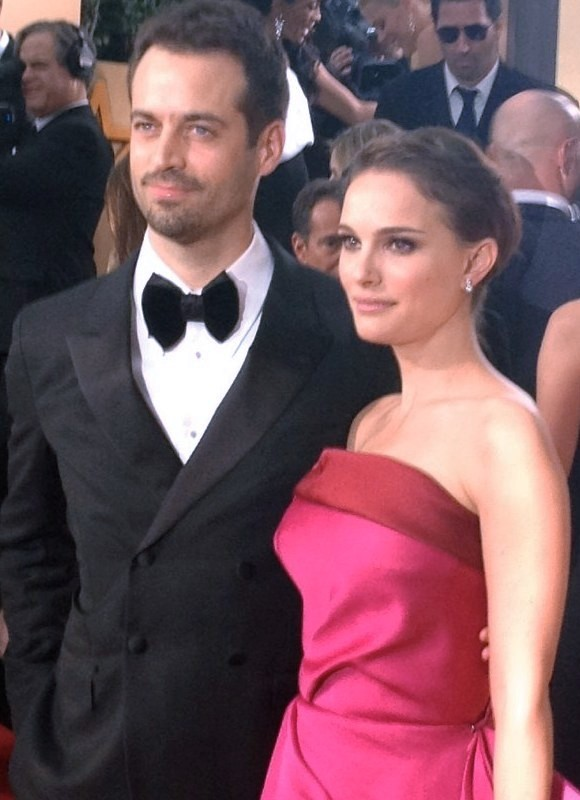
Бенджамін Мільп'є з дружиною Наталі Портман у 2012 році

Бенджамін Мільп'є познайомився з актрисою Наталі Портман на знімальному майданчику «Чорного лебедя» на початку 2009 року і залишив свою цивільну дружину Ізабеллу Бойлстон, головну танцівницю Американського театру балету, щоб почати стосунки з Портман. Мільп'є та Портман одружилися на єврейській церемонії, що відбулася в Біг-Сурі, штат Каліфорнія, 4 серпня 2012 року. Сім'я деякий час жила в Парижі, після того як Мільп'є прийняв посаду директора танцю балету Паризької опери.
У шлюбі народилося двоє дітей: син Алеф (нар. 2011) та донька Амалія (нар. 2017). У січні 2014 року Мільп'є сказав, що перебуває в процесі переходу до юдаїзм (віри його дружини). У 2016 році сім'я переїхала з Парижа до Лос-Анджелеса.
У серпні 2023 року було оголошено, що пара розлучається після того, як у Бенджаміна Мільп'є був роман.

## Хореографія
| Рік      | Назва                        | Місце проведення                     | Примітки                                           |
| -------- | ---------------------------- | ------------------------------------ | -------------------------------------------------- |
| 2001 рік | Пасажі                       | Ліонська консерваторія               |                                                    |
| 2002 рік | Плескаюча музика             | Ліонська консерваторія               | Музика Стіва Райча                                 |
| 2002 рік | Потрійний дует               | Театр Садлерс Уеллс                  | Музика Й. С. Баха                                  |
| 2003 рік | Подвійна арія                | Театр Bay Street                     |                                                    |
| 2004 рік | З іншого боку                | Театр Садлерс Уеллс                  |                                                    |
| 2005 рік | 24 варіації на тему Паганіні | Школа американського балету          |                                                    |
| 2005 рік | Круговий рух                 | Флоренс Гулд Голл                    |                                                    |
| 2006 рік | Ближче                       | Театр Джойса                         | Музика та живий супровід Філіпа Ґласса             |
| 2006 рік | Amoveo                       | Балет Паризької опери                | Сценографії — Пол Кокс, костюми — Марк Джейкобс    |
| 2009 рік | Все не буває відразу         | Евері Фішер Голл                     | Музика Девіда Ленга                                |
| 2009 рік | Квазі Уна Фантазія           | Нью-Йорк Сіті Балет                  |                                                    |
| 2009 рік | Сарабанда                    | Нью-Йорк Сіті Балет                  |                                                    |
| 2010 рік | Простий                      | Нью-Йорк Сіті Балет                  | Музика Девіда Ленга                                |
| 2010 рік | Чому я не там, де ти?        | Лінкольн-центр виконавських мистецтв | Музика Тьєррі Ескеша, декорації Сантьяго Калатрави |
| 2010 рік | Одна річ веде до іншої       | Нідерландський національний балет    | Музика Ніко Мулі, костюми Родарте                  |
| 2011 рік | Трійка                       | Американський театр балету           |                                                    |
| 2011 рік | Продана наречена             | Метрополітен Опера                   |                                                    |
| 2012 рік | Хованщина                    | Метрополітен Опера                   |                                                    |

## Створені ролі
| Рік      | Назва                     | Хореограф          | Примітки                |
| -------- | ------------------------- | ------------------ | ----------------------- |
| 1997 рік | Слов'янські танці         | Крістофер Вілдон   | Частина Diamond Project |
| 1997 рік | Бранденбург               | Джером Роббінс     |                         |
| 1997 рік | La Stravaganza            | Анджелін Прельочай |                         |
| 1998 рік | Les Noces                 | Джером Роббінс     |                         |
| 1998 рік | Концерти Armonici         | Пітер Мартінс      |                         |
| 1999 рік | Лебедине озеро            | Пітер Мартінс      |                         |
| 2000 рік | Призма                    | Хельгі Томассон    | Частина Diamond Project |
| 2002 рік | Якщо Випадково            | Меліса Барак       | Частина Diamond Project |
| 2002 рік | Сутінки Куранта           | Стівен Бейнс       | Частина Diamond Project |
| 2002 рік | Алілуя Джанкшн            | Пітер Мартінс      | Частина Diamond Project |
| 2003 рік | Путівник по дивним місцям | Пітер Мартінс      |                         |
| 2004 рік | Коло п'ятих               | Крістофер д'Амбуаз |                         |
| 2004 рік | Musagete                  | Борис Ейфман       |                         |
| 2004 рік | Октет                     | Пітер Мартінс      |                         |

## Фільмографія
| Рік      | Фільм                       | Роль                    | Примітки         |
| -------- | --------------------------- | ----------------------- | ---------------- |
| 2001 рік | Барбі в Лускунчику          | Артист балету Нью-Йорка |                  |
| 2003 рік | Барбі з Лебединого озера    | Артист балету Нью-Йорка |                  |
| 2010 рік | Чорний лебідь               | Девід Моро/Принц        |                  |
| 2011 рік | Час не стоїть на місці      | Луї                     | короткометражний |
| 2012 рік | Арія                        | режисер                 | короткометражний |
| 2012 рік | Вакханал                    | режисер                 | короткометражний |
| 2012 рік | IO Echo: Eye Father         | режисер                 | Музичне відео    |
| 2012 рік | IO Echo: безвихідь          | режисер                 | Музичне відео    |
| 2012 рік | Наран Джа                   | Креативний директор     | короткометражний |
| 2012 рік | Медуза                      | режисер                 | короткометражний |
| 2012 рік | Каркас                      | Хореограф і танцюрист   | короткометражний |
| 2013 рік | Zeds Dead: Демони           | режисер                 | Музичне відео    |
| 2013 рік | Роздуми                     | режисер                 | короткометражний |
| 2014 рік | Лісові мечі: На вагу золота | режисер                 | Музичне відео    |
| 2022 рік | Кармен                      | режисер                 | Художній фільм   |